# تابستان (فیلم ۱۹۳۰)
تابستان (به انگلیسی: Summer) پویانمایی کوتاه والت دیزنی در مجموعه سمفونی احمقانه که در سال ۱۹۳۰ میلادی اکران شد.